# Alfred Ajdarević
Alfred Agim Ajdarević (ur. 20 czerwca 1998 w Szwecji) – szwedzki piłkarz pochodzenia kosowskiego, były członek kosowskiej reprezentacji U-21.

## Życie prywatne
Syn Agima, ma dwoje braci: Arbena i Astrita.